# L'Œil d'or (prix)
Pour les articles homonymes, voir L'Œil d'or (homonymie).
L'Œil d'or, prix du documentaire décerné chaque année au Festival de Cannes, a été créé en 2015 par la Société civile des auteurs multimédia, sur l’initiative de son ancienne présidente et réalisatrice Julie Bertuccelli avec la collaboration du délégué général du Festival Thierry Frémaux et en partenariat avec l'Institut national de l'audiovisuel. Depuis 2017, le groupe paritaire social culturel Audiens est également partenaire,.
La récompense couronne un film présenté à Cannes dans les sections usuelles  : Sélection officielle, Un certain regard, Cannes Classics, Quinzaine des réalisateurs, Semaine de la critique, Séances spéciales et hors compétition, courts et longs-métrages,.
Dotée de 5 000 €, elle est attribuée à l’auteur de l'œuvre et remise par la Scam lors d’une cérémonie officielle.

## Lauréats
| Année           | Film                                                   | Auteur                         | Nationalité              |
| --------------- | ------------------------------------------------------ | ------------------------------ | ------------------------ |
| 2015            | Allende, mon grand-père                                | Marcia Tambutti Allende        | Chili • Mexique          |
| 2016            | Cinema Novo                                            | Eryk Rocha                     | Brésil                   |
| 2017            | Visages, villages,                                     | Agnès Varda et JR              | France                   |
| 2018            | Samouni Road                                           | Stefano Savona                 | France • Italie          |
| 2019 (ex aequo) | Pour Sama                                              | Waad al-Kateab et Edward Watts | États-Unis • Royaume-Uni |
| 2019 (ex aequo) | La Cordillère des songes (La Cordillera de los sueños) | Patricio Guzmán                | Chili • France           |
| 2021            | A Night of Knowing Nothing                             | Payal Kapadia                  | Inde                     |
| 2022            | All That Breathes                                      | Shaunak Sen                    | Inde                     |
| 2023 (ex aequo) | Les Filles d'Olfa                                      | Kaouther Ben Hania             | Tunisie                  |
| 2023 (ex aequo) | La Mère de tous les mensonges (Kadib Abyad)            | Asmae El Moudir                | Maroc                    |
| 2024 (ex aequo) | Ernest Cole, photographe (Ernest Cole, Lost and Found) | Raoul Peck                     | États-Unis/ France       |
| 2024 (ex aequo) | Les Filles du Nil (Rafaat einy ll sama)                | Nada Riyadh et Ayman El Amir   | Égypte                   |
| 2025            | Imago                                                  | Déni Oumar Pitsaev             | France                   |

## Mentions spéciales
| Année                                                              | Film                       | Auteur                             | Nationalité |
| ------------------------------------------------------------------ | -------------------------- | ---------------------------------- | ----------- |
| 2015                                                               | Je suis Ingrid             | Stig Björkman                      | Suède       |
| 2016                                                               | The Cinema Travelers       | Shirley Abraham et Amit Madheshiya | Inde        |
| 2017                                                               | Makala                     | Emmanuel Gras                      | France      |
| 2018                                                               | Libre                      | Michel Toesca                      | France      |
| 2018                                                               | Les Yeux d'Orson Welles    | Mark Cousins                       | Royaume-Uni |
| 2025 - Prix spécial du Jury pour le 10e anniversaire de L’Œil d’or | The Six Billion Dollar Man | Eugene Jarecki                     | États-Unis  |

## Jurys

### Édition 2015
Source,
- Rithy Panh, réalisateur de films documentaires (président)
- Nicolas Philibert, réalisateur de films documentaires
- Irène Jacob, actrice
- Diana El Jeiroudi, réalisatrice et productrice de films documentaires
- Scott Foundas, critique

### Édition 2016
Source
- Gianfranco Rosi, auteur-réalisateur, Ours d’or à la Berlinale 2016 (président)
- Anne Aghion, auteur réalisatrice
- Natacha Régnier, comédienne
- Thierry Garrel, conseiller artistique et réalisateur de films documentaires
- Amir Labaki, critique et directeur de festival

### Édition 2017
Source
- Sandrine Bonnaire, actrice-réalisatrice, César meilleure actrice 1986 et Volpi Mostra de Venise 1995  (présidente)
- Lucy Walker, réalisatrice britannique
- Lorenzo Codelli, critique de cinéma italien
- Dror Moreh, réalisateur israélien
- Thom Powers, programmateur américain

### Édition 2018
Source
- Emmanuel Finkiel, réalisateur et scénariste (président)
- Lolita Chammah, comédienne
- Isabelle Danel, journaliste et critique de cinéma
- Kim Longinotto, réalisatrice
- Paul Sturtz, directeur du festival de True/False Film Fest